# Marianne und Michael

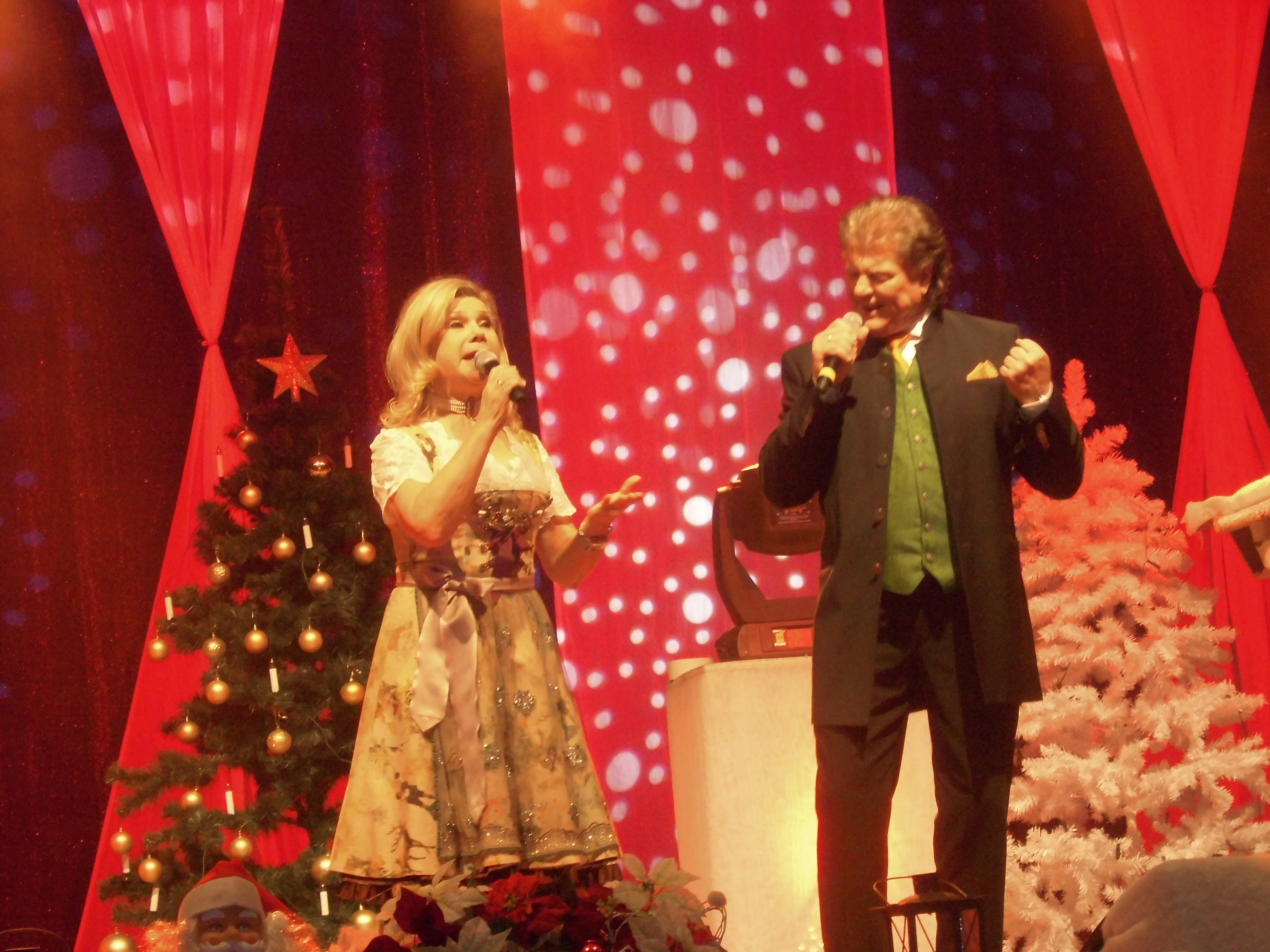
Marianne und Michael in der Ofen-Stadt-Halle in Velten

Marianne und Michael sind ein ehemaliges deutsches Moderatoren- und Gesangsduo der volkstümlichen Musik, bestehend aus dem Ehepaar Adolf Michael Hartl (* 18. März 1949 als Adolf Hartl in Maria Lankowitz , Steiermark) und Marianne Hartl, geborene Reiner (* 7. Februar 1953 in München-Giesing).

## Leben
Michael lernte nach einer Ausbildung zum Schlosser drei Jahre lang Gitarre und Gesang. Marianne war zunächst Steuergehilfin, studierte klassischen Gesang und Akkordeon. 1973 lernten sich die beiden am Münchener Platzl kennen und erhielten ein Engagement als Gesangs- und Musikerduo. 1974 drehten sie Der Jäger von Fall, ihren bisher einzigen Spielfilm.
Sie sind seit 1979 standesamtlich verheiratet und haben zwei Söhne. Am 9. September 2016 haben sie in Rottach-Egern kirchlich geheiratet.
1986 nahmen Marianne und Michael am ersten Grand Prix der Volksmusik teil und erreichten mit ihrem Lied Heute ist Tanz den 11. Platz. 1987 sangen sie das Lied der ARD-Fernsehlotterie Unser Land.
Nach zahlreichen Fernsehauftritten übernahmen die beiden Ende der 1980er Jahre die Moderation der Superhitparade der Volksmusik im ZDF und der Musikshow Lustige Musikanten, von der sie von 1989 bis zu ihrer Einstellung 2007 etwa 100 Ausgaben produzierten. Nach vorübergehendem Wechsel zu Sat.1 mit Feste feiern und RTL mit Heimatmelodie kehrten sie 1993 wieder zum ZDF zurück. Heute blickt das Duo auf über 200 ZDF-Sendungen zurück. Seit 2000 erfüllten sie in ihrer zusätzlichen Show Liebesgrüße mit Marianne & Michael im ZDF Herzenswünsche.
Mit dem Titel Germany is’ schee gewannen sie die Superhitparade der Volksmusik 1996. Anfang der 1990er-Jahre gründeten Marianne und Michael einen Musikverlag und widmen sich seither auch dem Nachwuchs auf dem volkstümlichen Markt.
Im Juli 2007 gab das ZDF bekannt, dass die Verträge mit Marianne und Michael nicht mehr verlängert würden. Begründung: „[... es gebe] kein gesetzlich verbrieftes Recht auf Beatles- oder Volksmusik“ (ZDF-Sprecher Walter Kehr). Die Arbeitsgemeinschaft Deutscher Volksmusik und Schlager holte darauf ein Rechtsgutachten ein, um gegen die vermeintliche Diskriminierung vorzugehen. Am 13. November 2007 gaben Marianne und Michael in der Talkshow von Johannes B. Kerner bekannt, dass sie 2008 drei Shows im ZDF moderieren werden, den Vorentscheid zum Grand Prix der Volksmusik, Weihnachten mit Marianne und Michael und eine Open-Air-Show.
Am 19. September 2007 bekamen Marianne und Michael im Rahmen der Verleihung der Goldenen Henne die Auszeichnung für ihr Lebenswerk.
Das Duo moderierte ebenfalls Shows wie das Sommer-Open-Air, den Vorentscheid zum Grand Prix der Volksmusik und Weihnachten mit Marianne und Michael. Da das ZDF 2011 sein Programm änderte, verloren Marianne & Michael auch ihre letzten drei TV-Shows. Ebenso hatten die beiden einen Auftritt am 30. Januar 2014 bei der Neuauflage von Dalli Dalli, Das ist Spitze! Ende 2020 nahmen sie an der VOX-Sendung Grill den Henssler teil.
Marianne bestätigte gegenüber der Illustrierten Bunte, dass ihr Mann Michael am 10. März 2022 einen Schlaganfall erlitten hat. Er wurde im Krankenhaus operiert und in ein „künstliches Koma“ versetzt. Am 4. September des Jahres trat das Paar bei der Fernsehsendung Immer wieder sonntags auf.
Im Jahre 2024 gingen die beiden zusammen mit Anita Hofmann, den Ladinern und Stefan Mross auf Abschiedstournee. Beim Oktoberfest in München hatten sie ihren letzten öffentlichen Auftritt.

## Preise und Ehrungen
- 1983 – Hermann-Löns-Medaille
- 1988 – Goldener Löwe von RTL
- 1989 – Edelweiß
- 1990 – Bambi
- 1992 – Das Goldene Kabel; Auszeichnung für die RTL-Sendung „Heimatmelodie“
- 1992 – Fleurop-Lady; Marianne
- 1996 – Gewinner der Superhitparade der Volksmusik
- 1997 – Sieger der Volksmusikhitparade
- 1997 – Goldene Stimmgabel
- 1998 – Goldenes Ehrenzeichen des Landes Steiermark
- 1998 – Krone der Volksmusik
- 1999 – Krone der Volksmusik
- 2002 – Goldener Enzian
- 2003 – Krone der Volksmusik
- 2004 – Wider den Neidhammeln; Faschingsorden
- 2007 – Goldene Henne; Lebenswerk Unterhaltung
- 2013 – smago! AWARD; 40 Jahre beste Unterhaltung

## Erfolgstitel
- 1975 – Rund samma, g’sund samma
- 1978 – Schwiegermuatta, tanz’ einmal
- 1979 – Das Talerlied
- 1979 – Mariandl
- 1981 – Drei weiße Birken
- 1982 – Wo der Wildbach rauscht
- 1982 – Ein Walzer in Kufstein
- 1982 – Der bayerische Brauch
- 1984 – Das alte Försterhaus
- 1985 – Aus Böhmen kommt die Musik
- 1985 – G'sund bleib’n, jung bleib’n
- 1985 – Ich lieb’ die Heimat, meine Berge
- 1985 – Jung san ma, fesch san ma
- 1986 – Heute ist Tanz
- 1986 – Unser Land
- 1986 – Lieder, so schön wie die Heimat
- 1987 – Lieder, die von Herzen kommen
- 1988 – Lustige Musikanten unterwegs
- 1988 – Wenn ich einmal Hochzeit mach (Zillertaler Hochzeitsmarsch)
- 1989 – Feste Feiern
- 1991 – Der Bua passt nur in Lederhos’n nei
- 1991 – Wann fangt denn endlich d’Musi an
- 1993 – Die Zeit der Gummibärchen
- 1995 – Germany is’ schee
- 1995 – Kuscheln erlaubt
- 1997 – Heyo, heyo Hüttenzauber
- 1997 – Komm’ in die Berg’
- 2001 – Wunderbare Jahre
- 2003 – Du warst, du bist und du bleibst
- 2003 – Jodel-Seminar
- 2005 – Herz gewinnt
- 2005 – Gar nix
- 2005 – Nimm’s leicht, nimm mich
- 2006 – Unser Land
- 2008 – Heut kuschel ich mit dir

## Diskografie

### CDs (Auswahl)
- 1973 – Rund samma, gsund samma
- 1975 – Zwei Herzen und ein Jodler
- 1976 – Ein Busserl mit Musik
- 1978 – Mit Sang und Klang durchs Alpenland
- 1979 – Ein volkstümliches Wunschkonzert
- 1980 – Marianne & Michael singen die schönsten Advents- und Weihnachtslieder
- 1982 – Unsere schönsten Lieder der Heimat
- 1984 – 24 Hüttenzauber-Melodien – Mit Musik und froher Laune
- 1985 – Jung san ma, fesch san ma
- 1986 – Unser Land
- 1988 – Wenn Berge träumen – Lieder, die von Herzen kommen
- 1990 – Die fröhliche Volksmusik-Super-Hitparade mit Marianne & Michael
- 1991 – Wann fangt denn endlich d’Musi an
- 1992 – Grüß Gott, da samma heut
- 1993 – Geschichten, die das Leben schreibt
- 1993 – Weihnachten daheim
- 1994 – 20 Jahre Marianne & Michael
- 1994 – Die lustigen Musikanten ’94
- 1995 – Es ist so schön, bei Dir zu sein
- 1995 – Die Superhitparade der lustigen Musikanten ’95
- 1996 – Germany is’ schee
- 1996 – Lustige Musikanten ’96
- 1997 – Hand in Hand mit Dir
- 1998 – Bleib wie Du bist
- 1999 – Ein heiliger Moment (Weihnachts-CD)
- 2000 – Wunderbare Jahre
- 2000 – 30 Jahre lustige Musikanten
- 2003 – Ein Lied für Marianne & Michael
- 2005 – Herz gewinnt
- 2006 – Lustige Musikanten on Tour 2006
- 2008 – Heut kuschel ich mit dir
- 2009 – Singen die größten Hits von Slavko Avsenik
- 2016 – Lebenslänglich (Ohne Bewährung)